# Mimořádná událost (film)
Mimořádná událost je český hraný film režiséra Jiřího Havelky z roku 2022, zařaditelný do žánru komorní tragikomedie. Děj se odehrává během jednoho dne a k prvotnímu nápadu scenáristu a režiséra Havelku přivedla skutečná událost, kdy v únoru 2019 ujel vlak s cestujícími bez strojvedoucího několik kilometrů na železniční trati Křižanov–Studenec. I další filmové postavy (falešný letec RAF, myslivec, jemuž ukradl pušku jelen, podivínský majitel pohřebního ústavu…) a anekdoty („bába pod kořenem“, autobus zastavený cestujícím…) čerpaly že skutečnosti. Datum premiéry bylo 3. února 2022.
Oproti skutečnosti se film natáčel převážně na železniční trati Rakovník–Mladotice, která se provozuje pouze v letní sezóně,  mimo jiné na Strachovickém mostě. Obě filmová nádraží Kolešovice a Chrášťany zastávka byly skutečné nádražní budovy na tzv. Kolešovce.

## Obsazení
| Jana Plodková      | Michaela Hálová                                     |
| Igor Chmela        | Roman Hála, manžel Michaely, instruktor v autoškole |
| Jenovéfa Boková    | cestující Kamila                                    |
| Beáta Mikušová     | Sofie, dcera Kamily                                 |
| Jaroslav Plesl     | inženýr Karaivanov, vedoucí pohřebního ústavu       |
| Alois Švehlík      | vojenský pilot Brukner                              |
| Ctirad Götz        | myslivec Josef Poledne                              |
| Tereza Marečková   | Soňa, brigádnice v nákupním středisku               |
| Václav Kopta       | strojvůdce Miloš                                    |
| Kamila Trnková     | videoblogerka Lenka                                 |
| Václav Vašák       | hejtman Jiří                                        |
| Robert Mikluš      | poradce Jiřího                                      |
| Magdaléna Sidonová | spolupracovnice Jiřího                              |
| Agáta Červinková   | sekretářka Jiřího                                   |
| Marie Ludvíková    | cestující Marie                                     |
| Oliver Vyskočil    | cyklista Petr                                       |
| Patrik Vojtíšek    | Petrův otec                                         |
| Zdeněk Pecha       | přítel Lenky                                        |
| Fedir Kis          | kytarista                                           |
| Daniel Horečný     | baskytarista                                        |
| Milan Koritják     | bubeník                                             |

## Recenze
- Rimsy, MovieZone.cz
- Martin Šrajer, Aktuálně.cz